# Chionaema rosabra
Chionaema rosabra là một loài bướm đêm thuộc phân họ Arctiinae, họ Erebidae.